# Hadena hoenei
Hadena hoenei är en fjärilsart som beskrevs av Heydemann 1938. Hadena hoenei ingår i släktet Hadena och familjen nattflyn. Inga underarter finns listade i Catalogue of Life.